# Тирізе
Ти́різе (ест. Tõrise küla) — село в Естонії, у волості Ляене-Сааре повіту Сааремаа.

## Населення
Чисельність населення на 31 грудня 2011 року становила 21 особу.

## Географія
На західній околиці села тече річка Пидусте (Põduste jõgi). На північ від села розташовується штучне озеро Тирізе (Tõrise järv).
Через село проходить автошлях 125 (Ейкла — Луссу).

## Історія
До 12 грудня 2014 року село входило до складу волості Каарма.